# Tepos
Tepos is een bestuurslaag in het regentschap Situbondo van de provincie Oost-Java, Indonesië. Tepos telt 1209 inwoners (volkstelling 2010).